# Kindermesser
Ein Kindermesser ist ein meist feststehendes Messer (starre Verbindung zwischen Griff und Klinge), welches einem Fahrtenmesser oder einem Waldmesser ähnelt, aber von der Größe her auf die Hände von Kindern eingerichtet ist. Wesentlich ist eine abgerundete, stumpfe Klingenspitze zur Vermeidung von Stichverletzungen und eine mäßige Schärfe, die nur einen Teil der Klingenlänge betrifft. Dem Kind soll mit einem derartigen Messer das Gefühl gegeben werden zu den „Erwachsenen“ zu gehören und Verantwortung für den Gebrauch eines „gefährlichen“ Gegenstandes zu übernehmen. Ein pädagogischer Wert wird dem Kindermesser für den Gebrauch einfacher Schnitzarbeiten zugewiesen, weil es die Feinmotorik fördert und das Erlebnis etwas erschaffen zu haben ermöglicht.
Bei manchen Völkern (z. B. den Sami) ist es üblich, Kindern ab einem bestimmten Alter ein vollwertig verwendbares Messer, welches für Kinderhände bemessen wurde, als Zeichen des „Erwachsenwerdens“ zu übergeben. Dies kann mit einem Ritual verbunden sein.